# Maurice René Fréchet
Maurice René Fréchet (2. září 1878 Maligny – 4. června 1973 Paříž) byl francouzský matematik. Výrazně přispěl k rozvoji moderní matematické analýzy. Zavedl například pojem metrického prostoru (1906) či kompaktního prostoru. Byl jedním ze zakladatelů funkcionální analýzy.

## Profesní život
Byl studentem Jacquese Hadamarda na École normale supérieure. Pod Hadamardovým vedením získal roku 1906 na této univerzitě titul Ph.D. M. R. Fréchet navázal na článek Deux types fondamentaux de distribution statistique (vyšlo česky v roce 1941 ve Statistickém obzoru, r. 22, str. 171-222, pod názvem Přírodní dualita statistického rozložení) českého geografa, demografa a statistika Jaromíra Korčáka z roku 1938.